# ミレーユ (小惑星)
ミレーユ (594 Mireille) は小惑星帯に位置する小惑星である。ハイデルベルクでマックス・ヴォルフによって発見された。
フレデリック・ミストラルの物語詩『ミレイオ』にちなんで命名された。